# Ducado de Marlborough
Duque de Marlborough, en referencia a Marlborough en Wiltshire, es un título en la Nobleza de Inglaterra. El primer duque de Marlborough fue John Churchill (n. 26 de mayo de 1650 - † 16 de junio de 1722). Se distinguió como general en la guerra de sucesión española.
La célebre canción popular "Mambrú se fue a la guerra" procede de la deformación de la fonética de su apellido.

## Historia
El Ducado fue creado en 1702 por la reina Ana. John Churchill, cuya esposa era favorita de la reina, había sido creado anteriormente lord Churchill de Eyemouth en la Nobleza Escocesa (1682), título que se extinguió con su muerte, y conde de Marlborough (1689) por el rey Guillermo III. La reina Ana además honró a Churchill, tras su victoria contra los franceses el 13 de agosto de 1704 cerca del pueblo de Blenheim (alemán Blindheim) en el río Danubio (Batalla de Blenheim), concediéndole el señorío real de Woodstock, y la construcción de una casa en las propiedades de la reina que se llamaría Blenheim. La construcción comenzó en 1705 y la casa fue terminada en 1722, el año de la muerte de Churchill. El palacio de Blenheim sigue siendo la sede ducal de Marlborough.
El primer duque fue también honrado con diversos títulos imperiales: El emperador José I lo creó príncipe del Sacro Imperio Romano Germánico en 1704, y en 1705, fue creado príncipe imperial de Mindelheim (del señorío de Georg von Frundsberg). Sin embargo, se vio obligado a renunciar a Mindelheim en 1714 por el Tratado de Utrecht, que revirtió a Baviera. Según algunas fuentes, recibió el Principado de Mellenburg a cambio. De todos modos, sus títulos imperiales no pasaron a sus hijas (en el Imperio aplicaba la Ley Sálica que impedía la sucesión femenina), por lo que llegó a extinguirse con su muerte en 1722.
El duque de Marlborough posee determinados títulos subsidiarios: marqués de Blandford (creado 1702), conde de Sunderland (1643), conde de Marlborough (1689), barón Spencer, de Wormleighton (1603), y barón Churchill, de Sandridge (1685) (todos en la Nobleza de Inglaterra). El título de marqués de Blandford es usado como el título de cortesía por el hijo mayor del duque y heredero. El hijo mayor del hijo mayor del duque, a su vez utiliza el título de cortesía de conde de Sunderland.
Los posteriores duques de Marlborough son descendientes del primer duque, pero no en línea masculina. Debido a que el primer duque no tenía hijos varones sobrevivientes, se permitió que el título (por una ley especial del Parlamento) pasara a su hija mayor por derecho propio. La hija menor, lady Anne Churchill, se casó con Charles Spencer, 3.er conde de Sunderland (1674-1722), y de este matrimonio descienden los actuales duques de Marlborough. Por lo tanto originalmente llevaron el apellido Spencer. Sin embargo, George Spencer, 5.º duque de Marlborough, obtuvo una Licencia Real para asumir y llevar el apellido adicional y armas de su famoso antepasado, el 1.er duque de Marlborough, y por lo tanto se convirtió en George Spencer-Churchill. Este apellido compuesto ha permanecido en la familia hasta el día de hoy, aunque algunos de los miembros más famosos han preferido llamarse a sí mismos simplemente como "Churchill".
El 7.º duque de Marlborough fue abuelo paterno del primer ministro británico sir Winston Churchill (que nació en el palacio de Blenheim, el 30 de noviembre de 1874).
El actual duque de Marlborough es Charles James Spencer-Churchill, 12.º duque de Marlborough.
El título de conde de Marlborough, que fue creado para Churchill en 1689, había sido creado antes para James Ley en 1626. Este título se extinguió en 1679.

## Sucesión
El Ducado de Marlborough es el único ducado en el Reino Unido que aún puede pasar a una mujer por medio de una mujer. Sin embargo, el ducado no sigue la preferencia de primogenitura masculina, como la mayoría de los otros títulos nobiliarios que permiten la sucesión por mujeres y sus descendientes cognaticios. En realidad, sigue una especie de semi-Ley Sálica. La sucesión del ducado es la siguiente:
1. Los herederos varones legalmente engendrados del 1.er duque.
2. La hija mayor del 1.er duque, y los herederos varones de ella, legalmente engendrados.
3. La segunda y las otras hijas del 1.er duque, por orden de edad, y sus herederos varones legalmente engendrados.
4. La hija mayor de la primogénita del 1.er duque, y sus herederos varones legalmente engendrados.
5. Todas las otras hijas de las hijas del 1.er duque sus herederos varones legalmente engendrados.
6. Los demás futuros descendientes de forma similar, con la intención de que el título nunca se extinga.

Sin embargo, es muy poco probable pasé de una mujer a otra mujer, ya que la línea de todos los herederos agnados Anne Spencer, condesa de Sutherland - incluyendo la línea de los Condes Spencer, así como la familia Spencer-Churchill - tendría que extinguirse. Si esto llegase a suceder, los títulos de los Churchill pasarían al Conde de Jersey, hija de Elizabeth Egerton, duquesa de Bridgewater, hija menor del 1.er duque.

### Lema español
El significado del lema Fiel pero desdichado (inglés: Faithful but unfortunate) puede aludir a la inadecuada compensación del padre del 1.er duque por las pérdidas sufridas durante la guerra civil como consecuencia de su lealtad al rey.
Inusualmente, está en idioma español y no en latín.

## Condes de Marlborough, segunda creación (1689)
Otros títulos: Lord Churchill de Eyemouth, en el Condado de Berwick (1682) y Barón Churchill de Sandridge, en el Condado de Hertford (1685).
| Puesto | Nombre         | Tiempo    | Nota                                   |
| ------ | -------------- | --------- | -------------------------------------- |
| 1.º    | John Churchill | 1650–1722 | se convirtió en el 1.er duque en 1702. |

## Duques de Marlborough (1702)
| Puesto | Nombre                                         | Tiempo        | Nota                                                                              |
| ------ | ---------------------------------------------- | ------------- | --------------------------------------------------------------------------------- |
| 1.º    | John Churchill                                 | 1650–1722     | soldado y político.                                                               |
| 2.º    | Henrietta Godolphin                            | 1681–1733     | hija mayor del 1.er duque, sucedió a su padre por una Ley del Parlamento de 1706. |
| 3.º    | Charles Spencer                                | 1706–1758     | tercer hijo de Lady Sunderland.                                                   |
| 4.º    | George Spencer                                 | 1739–1817     | hijo mayor del 3.er duque.                                                        |
| 5.º    | George Spencer-Churchill                       | 1766–1840     | hijo mayor del 4.º duque.                                                         |
| 6.º    | George Spencer-Churchill                       | 1793–1857     | hijo mayor del 5.º duque.                                                         |
| 7.º    | John Winston Spencer-Churchill                 | 1822–1883     | hijo mayor del 6.º duque y abuelo paterno de Sir Winston Churchill.               |
| 8.º    | George Charles Spencer-Churchill               | 1844–1892     | hijo mayor del 7.º duque.                                                         |
| 9.º    | Charles Richard John Spencer-Churchill         | 1871–1934     | único hijo del 8.º duque.                                                         |
| 10.º   | John Albert William Spencer-Churchill          | 1897–1972     | hijo mayor del 9.º duque.                                                         |
| 11.º   | John George Vanderbilt Henry Spencer-Churchill | 1926-2014     | hijo mayor del 10.º duque.                                                        |
| 12.º   | Charles James Spencer-Churchill                | 1955-presente | hijo mayor del 11.º duque.                                                        |

Otros títulos: Marqués de Blandford (1702), conde de Marlborough, en el Condado de Wiltshire (1689) y barón Churchill de Sandridge, en el Condado de Hertford (1685).
Otros títulos (1.er duque): Lord Churchill de Eyemouth, en el Condado de Berwick (1682).